# Marcel Wöll

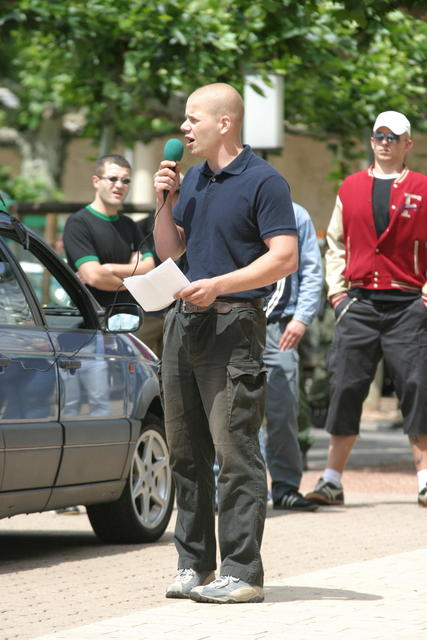
Marcel Wöll als Redner (2007)

Marcel Wöll (* 1983) ist ein ehemaliger führender Aktivist der neonazistischen Freien Kameradschaften, der bundesweit als Redner auf rechtsextremen Kundgebungen und Demonstrationen auftrat. Er war von Mai 2006 bis April 2008 Vorsitzender der hessischen NPD und Stadtverordneter in Butzbach sowie Kreistagsabgeordneter des Wetteraukreises. Nachdem die NPD Hessens bei der Landtagswahl 2008 an der Ein-Prozent-Marke gescheitert war, verzichtete er auf eine weitere Kandidatur, nach Angaben des Landesamtes für Verfassungsschutz Hessen freiwillig. Sein Nachfolger als Landeschef wurde der Frankfurter Stadtverordnete Jörg Krebs. Nach seiner Verurteilung wegen Leugnung des Holocaust legte Wöll seine Mandate im Wetterauer Kreistag sowie in der Stadtverordnetenversammlung von Butzbach nieder. Seit dem Jahr 2008 ist er nicht mehr Mitglied der NPD und seit 2012 trat er politisch nicht mehr in Erscheinung.

## Werdegang
Wöll ist von Beruf Schreinergeselle. Er ist verheiratet und zweifacher Vater. Seine Frau war ebenfalls für die NPD aktiv und hat bei der Kommunalwahl im Wetteraukreis am 26. März 2006 erfolglos auf derselben Wahlliste kandidiert wie Marcel Wöll.

### Politische Aktivitäten
Er war im neonazistischen Bereich eine der aktivsten Persönlichkeiten. Wöll trat zwischen 2004 und 2012 bundesweit als Redner und Organisator von Neonazi-Aufmärschen in Erscheinung. Er war Kameradschaftsführer der „Freien Nationalisten Rhein-Main“, die einen „reformierten Nationalsozialismus“ propagieren und mit ihren Aktionen bereits zahlreiche Jugendliche aus dem neonazistischen Bereich für sich gewinnen konnten.
Anfang 2005 wurde er Mitbesitzer eines im Butzbacher Ortsteil Hoch-Weisel gelegenen Wohnhauses, das als Ort für Schulungen und Treffen überregionale Bedeutung besitzt. Dies führte zu umfangreichen Widerstandsaktionen diverser antifaschistischer, kirchlicher und kommunaler Gruppierungen. Der konspirative Charakter dieser Treffen sowie Berührungspunkte zu Gruppen mit Kontakten zum verbotenen Blood-and-Honour-Netzwerk führten inzwischen zu staatsanwaltschaftlichen Ermittlungen gegen Wöll und die von ihm geführten Freien Nationalisten wegen Bildung einer kriminellen Vereinigung.
Am 26. März 2006 wurde Wöll als einziger Kandidat der NPD in die Stadtverordnetenversammlung der Stadt Butzbach gewählt. Dieses Mandat nutzt er für agitatorische Arbeit, wenngleich dies von den demokratischen Parteien zu verhindern gesucht wurde. Wöll wurde am 27. Mai 2006 zum Landesvorsitzenden der NPD in Hessen gewählt. Seine politische Arbeit, sein Engagement bei Demonstrationen und seine Aktivitäten im Butzbacher Wohnhaus werden vom Verfassungsschutz beobachtet.
Marcel Wöll meldete nach Auskunft der Frankfurter Versammlungsbehörde namens einer Gruppe Nationaler Sozialisten für den 17. Juni 2006 eine Demonstration in Frankfurt am Main an, im Rahmen derer der iranische Präsident Mahmud Ahmadinedschad bejubelt werden sollte. Dies fand bundesweite Beachtung in den Medien. In einem Interview der Hessenschau äußerte er, dass es eine deutsch-islamische Solidarität historisch schon länger gäbe, wie er am Beispiel der islamischen Freiwilligen der Waffen-SS erläuterte. Die Genehmigung der Demonstration wurde von der Stadtverwaltung jedoch nicht erteilt. Dagegen fand eine als Gegendemonstration geplante Kundgebung gegen die antisemitischen Äußerungen des iranischen Präsidenten am Rande des Fußballspieles der iranischen Mannschaft zur WM 2006 beachtliche mediale Resonanz.
Umgeben von einer kleinen Gruppe Neonazis trat Wöll am 6. November 2006 als Störer einer Lesung Hannes Heers in der Johannes Gutenberg-Universität Mainz in Erscheinung. Dieser Vorfall erregte einige Aufmerksamkeit in der deutschen Presse, da mit Heer ein bekannter Publizist und Historiker betroffen war, der als einer der Wegbereiter der Wehrmachtsausstellung gilt. Aus der Gruppe heraus kam es zu Beleidigungen.
Am 21. Februar 2006 wurde Wöll durch ein Nachrückverfahren Abgeordneter des Kreistages der Wetterau. Am 8. Juni attackierten Wöll und drei weitere NPD-Mitglieder Aktivisten des Jugendverbands ['solid] auf der Tribüne des Kreistages in Friedberg während einer Sitzung dieses Gremiums. Die Jugendlichen hatten mit Genehmigung des Kreistagspräsidiums vor dem Gebäude mit Flugblättern für ein Verbot der NPD geworben. Wöll wurde daraufhin wegen groben Verstoßes gegen die Geschäftsordnung des Kreistages von der weiteren Sitzung ausgeschlossen.
Am 7. August 2007 wurde der mehrfach wegen Körperverletzung vorbestrafte Wöll vom Amtsgericht Friedberg (Hessen) wegen Volksverhetzung durch Leugnung der Judenvernichtung zu vier Monaten Haft ohne Bewährung verurteilt. In einer Kreistagssitzung hatte er Exkursionen von Schülern und Jugendgruppen nach Auschwitz und Buchenwald als „Fahrten zu den Stätten des sogenannten nationalsozialistischen Terrors“ bezeichnet und behauptet, sie würden dabei einer „Gehirnwäsche“ unterzogen. Das Urteil wurde am 25. Juni 2008 im Berufungsverfahren vom Landgericht Gießen bestätigt, wiederum wurde von den Anwälten Wölls Revision angekündigt. Das Frankfurter Oberlandesgericht wies diese im Oktober 2009 zurück, das Urteil ist damit rechtskräftig.
Bei der Landtagswahl in Hessen 2008 war Spitzenkandidat der NPD und trat auch als Direktkandidat im Wahlkreis Wetterau I an, wo er 1,1 % der Erststimmen erhielt.

### Mediale Aktivitäten
Im September 2006 initiierte Marcel Wöll eine Internet-Nachrichtensendung unter dem Titel „Die Woche – kritische Nachrichten“. Sie erinnert an das Erscheinungsbild der Tagesschau, nimmt jedoch eine rechtsextreme Perspektive ein. Die Sendungen werden von Marcel Wöll selbst gesprochen und wurden anfangs über YouTube verbreitet. Nach kurzer Zeit wurden die Sendungen mit Hinweis auf die Nutzungsbedingungen von Youtube gelöscht. Sie wurden jedoch auf den Seiten des NPD-nahen rechtsextremen „Freien Widerstandes“ wieder zur Verfügung gestellt.
Nach der Haftentlassung hatte er 2012 seinen ersten öffentlichen Auftritt auf dem Landeskongress der Jungen Nationaldemokraten Rheinland-Pfalz. Er hielt dort eine Schulung zum Thema „Intelligenz und Abstammung“. Wöll wohnt derzeit in Ostthüringen und tritt als MMA für Eastfight aus Gera an. 2013 musste Lars Weber, Vorsitzender des ostdeutschen Fußballclubs Wismut Gera, zurücktreten, nachdem ein Foto bei Facebook publik wurde, das ihn mit Wöll zeigte. Weber hatte ihn außerdem in seiner umstrittenen Alpha-Security-Firma beschäftigt.

### Bedeutung
Marcel Wöll wurde nach Ansicht des Verfassungsschutzes als einer der aktivsten und politisch erfolgreichsten Rechtsextremen in Hessen betrachtet. Dies zeigte sich deutlich durch die Zurverfügungstellung seines Wohnhauses für politische Agitation, Schulung, Vernetzung und Planung sowie bei seiner Wahl zum Stadtverordneten auf der Liste der NPD. Seine Aktivitäten wurden vom Verfassungsschutz als bedenklich beurteilt. Dass Wöll als exponiertes Mitglied der Szene neonazistischer Kameradschaften zugleich Landesvorsitzender der NPD war, machte ihn zu einer Schlüsselfigur des Neonazismus in Hessen. Nachdem Marcel Wöll bereits im Jahr 2008 nicht mehr als Landesvorsitzender angetreten war, verlor die Partei immer weiter an Bedeutung. Ihre Aktivitäten werden bereits seit Jahren als nahezu bedeutungslos eingestuft.